# Állati jogok egyetemes nyilatkozata
Az Állati jogok egyetemes nyilatkozata, amit 1989. október 21-én fogadott el a Nemzetközi Állatvédő Liga, először 1978. október 15-én hangzott el Párizsban, az UNESCO épületében.
A nyilatkozat az alábbi pontokat tartalmazza:
- Minden állat életét tisztelni kell
- Egyetlen állatot sem szabad rossz kezelésnek vagy kegyetlen beavatkozásnak alávetni. Ha az állatot el kell pusztítani, annak gyorsan, fájdalom- és félelemmentesen kell megtörténnie.
- Az állatnak joga van a figyelmes gondozásra.
- A fájdalmas vagy lelki traumát okozó kísérlet sérti az állat jogait. Gondoskodni kell az ilyen eljárások helyettesítésének kidolgozásáról és folyamatos bevezetéséről.
- Minden, szükségtelenül halált okozó beavatkozás életellenes bűncselekménynek számít.
- A szervezett oktatásnak és nevelésnek arra kell törekednie, hogy az ember gyermekkorától kezdve tisztelje és megértse az állatokat.